# Futurama (együttes)
A Futurama beatzenekart Kovács György 1963-ban alapította és 1970-ig állt fönn.
A Futurama egyetemi beatzenekarként kezdett működni Kürtösi György (ének), Ádám Kati (ének), Kovács György (szólógitár), Erős Sándor (zongora), Dobrovolni Tibor (dob), Nagy Imre (gitár), Darnyi Béla (basszusgitár) összeállításban.
Az együttes legendás helyeken: így a Műszaki Egyetem Hess András téri és Ezres kollégiumában, az E-Klubban, a Vízműveknél, a Medikus tea klubban és a Ki mit tudon is fellépett.
A későbbiekben a zenekar tagja volt Laux Tibor, Farkas György, Feszl Miklós, Köves Miklós, Váradi Vadölő László, Hardy Anikó, Román Péter, Kalmus József.
Kovács György közben már 1965-től a MAFILM-ben dolgozott. Az idők folyamán mintegy 100 játékfilm és 70 hanglemez hangmérnöke volt. 2010-ben a Magyar Köztársasági Érdemrend lovagkeresztjét érdemelte ki.

## Hungaroton Classics
- „Nem kell nékem”
- „Bolond a világ”